# Antôn Nguyễn Tiến Đích
Antôn Nguyễn Tiến Đích là một Chánh trương, tử vì đạo dưới triều vua Minh Mạng, được Giáo hội Công giáo Rôma phong Hiển Thánh vào năm 1988.  
Ông sinh năm 1769 tại làng Chi Long, huyện Nam Xang, tỉnh Nam Định (nay thuộc giáo họ Chi Long, giáo xứ Đồng Phú, xã Nguyên Lý, huyện Lý Nhân, tỉnh Hà Nam) rồi sang lập nghiệp tại làng Kẻ Vĩnh (Vĩnh Trị, trung tâm truyền giáo của giáo phận Tây Đàng Ngoài, nay thuộc giáo xứ Vĩnh Trị, xã Yên Trị, huyện Ý Yên, tỉnh Nam Định, thuộc Tổng Giáo phận Hà Nội)). Gia đình ông có ba người: con thứ hai là ông Lý Thi bị xử giảo năm 1858 dưới thời Tự Đức, con thứ tư là ông Phó Nhâm cương quyết không bước qua thập giá, bị đày lên Cao Bằng qua đời tại đó và con rể là lý trưởng Micae Nguyễn Huy Mỹ cũng chịu tử đạo. Thời cấm đạo, ông vẫn cho trú ẩn trong nhà một lớp chủng sinh Chủng viện Vĩnh Trị suốt hơn hai năm. Giám mục Joseph Havard Du cũng thường lưu trú trong nhà ông. Quan dụ ông bước qua Thánh Giá để về vui hưởng tuổi già với con cháu nhưng ông cự tuyệt. Ông và con rể Nguyễn Huy Mỹ cùng lãnh án xử trảm tại pháp trường Bảy Mẫu, thi thể được mang về làng Vĩnh Trị trong đêm.